# Liste des chansons des Chaussettes noires
Pour des articles plus généraux, voir Les Chaussettes noires et Discographie des Chaussettes noires.
 (janvier 2025).
Si vous disposez d'ouvrages ou d'articles de référence ou si vous connaissez des sites web de qualité traitant du thème abordé ici, merci de compléter l'article en donnant les références utiles à sa vérifiabilité et en les liant à la section « Notes et références ».
Liste des chansons des Chaussettes noires recense les chansons et instrumentaux enregistrés par le groupe Les Chaussettes noires.

## Titres
| Titre                                                           | Musique                                | Paroles                                  | Durée | Date | Support |
| --------------------------------------------------------------- | -------------------------------------- | ---------------------------------------- | ----- | ---- | --- |
| Be-Bop-A-Lula (en anglais)                                      | Gene Vincent                           | Sheriff "Tex" Davis                      |       | 1960 | Les 5 Rocks |
| L'ours gris                                                     |                                        | Claude Moine                             |       | 1960 | Les 5 Rocks |
| Betty (1re version) (Betty)                                     | Gene Vincent                           | Claude Moine (adaptation)                |       | 1960 | Les 5 Rocks |
| Tant pis pour toi (1re version) (Wild Cat)                      | A. Schroeder, W. Gold                  | Claude Moine (adaptation)                |       | 1960 | Les 5 Rocks |
| Si seulement (Dirty Dirty Feelin)                               | Versta M. Stoller, J. Leiber           | Claude Moine (adaptation)                |       | 1961 | Super 45 tours |
| Tant pis pour toi (2e version)                                  | A. Schroeder, W. Gold                  | Claude Moine (adaptation)                |       | 1961 | Super 45 tours |
| Hey Pony (Pony Time)                                            | D. Covay, J. Berry                     | Claude Moine (adaptation)                |       | 1961 | 100 % rock |
| Daniela                                                         | Georges Garvarentz                     | André Pascal                             |       | 1961 | 100 % rock |
| Fou d'elle (Everybody Got a Date But Me)                        | Pullen                                 | Claude Moine (adaptation)                |       | 1961 | 100 % rock |
| Betty (2e version)                                              | Gene Vincent                           | Claude Moine (adaptation)                |       | 1961 | 100 % rock |
| Be bop a lula (version française) (Be-Bop-A-Lula)               | Gene Vincent, Sheriff "Tex" Davis      | Claude Moine (adaptation)                |       | 1961 | 100 % rock |
| Tu parles trop (You Talk Too Much)                              | Joe Jones, Reginald Hall               | Georges Aber (adaptation)                |       | 1961 | 100 % rock |
| La bamba rock (La bamba)                                        | Ritchie Valens                         | Jean Bouchety (adaptation)               |       | 1961 | 100 % rock |
| Oh Mary Lou (Mary-Lou)                                          | Greenfield N. Sedaka                   | A. Pascal (adaptation)                   |       | 1961 | 100 % rock |
| Je t'aime trop (I Gotta Know)                                   | P. Evans, M. Williams                  | Claude Moine, J. Dambrois (adaptation)   |       | 1961 | 100 % rock |
| Eddie sois bon (Johnny B. Goode)                                | Chuck Berry                            | Claude Moine (adaptation)                |       | 1961 | 100 % rock |
| Le twist (The Twist)                                            | R. Revil - H. Ballard                  | Georges Aber (adaptation)                |       | 1961 | Rock'n'Twist |
| Vivre sa vie                                                    | Gisèle Vesta                           | Claude Moine                             |       | 1961 | Rock'n'Twist |
| Rock des Karts                                                  | Michel Legrand                         | Claude Moine                             |       | 1961 | Rock'n'Twist |
| C'est tout comme (A Mess Of Blues)                              | Mort Shuman Doc Pomus                  | P. Saka                                  |       | 1961 | Rock'n'Twist |
| Chérie oh chérie (Sugaree)                                      | G. Kelly                               | Claude Moine (adaptation)                |       | 1961 | Rock'n'Twist |
| Quand je te vois (Pretty Little Angel Eyes)                     | T. Proyce, C. Lee                      | André Salvet (adaptation)                |       | 1961 | Rock'n'Twist |
| Dactylo rock                                                    | Léo Missir                             | Claude Moine                             |       | 1961 | Rock'n'Twist |
| Madam, Madam (I Still Love You All)                             | N. Glanzberg                           | Henri Contet                             |       | 1961 | Rock'n'Twist |
| Trop jaloux (Boo Hoo I'Gonna Cry)                               | D. Coway, J. Berry                     | Claude Moine (adaptation)                |       | 1961 | Rock'n'Twist |
| Petite Sheila (She She Little Sheila)                           | Gene Vincent                           | Claude Moine (adaptation)                |       | 1961 | Rock'n'Twist |
| Noël de l'an dernier                                            | G. Levêque                             | J.P. Vignon                              |       | 1961 | Super 45 tours |
| Le twist du Père-Noël                                           | Georges Garvarentz                     | Clément Nicolas                          |       | 1961 | Super 45 tours |
| Noël en France                                                  | Georges Garvarentz                     | Jacques Plante                           |       | 1961 | Super 45 tours |
| C'est bien mieux comme ça                                       | Georges Garvarentz                     | Charles Aznavour                         |       | 1962 | BOF Les Parisiennes |
| Je reviendrai bientôt (Willie And The Handjive)                 | J. Otis                                | Claude Moine (adaptation)                |       | 1962 | Super 45 tour |
| Shout shout                                                     | E. Moresca                             | André Salvet                             |       | 1962 | Super 45 tour |
| Roly Poly (Roly Poly)                                           | H. Glover, J. Dee M. Levy              | Poubennec                                |       | 1962 | Super 45 tour |
| Hey let's twist (Hey Lef'Twist)                                 | H. Glover, J. Dee M. Levy              | Georges Aber (adaptation)                |       | 1962 | Super 45 tour |
| Le Twist du canotier (en duo avec Maurice Chevalier)            | Georges Garvarentz                     | N. Roux                                  |       | 1962 | Super 45 tour |
| Pepperminth twist 1 (Peppermint Twist)                          | J. Dee, Glover                         | Georges Aber (adaptation)                |       | 1962 | Le 2 000 000e disque des Chaussettes noires |
| Pepperminth twist 2 (Peppermint Twist)                          | J. Dee, Glover                         | Georges Aber (adaptation)                |       | 1962 | Le 2 000 000e disque des Chaussettes noires |
| C'est la nuit (The Night Is So Lonely)                          | Gene Vincent, C. Simon                 | Claude Moine (adaptation)                |       | 1962 | Le 2 000 000e disque des Chaussettes noires |
| Line (Dream)                                                    | B. Boudleaux                           | Georges Aber (adaptation)                |       | 1962 | Le 2 000 000e disque des Chaussettes noires |
| Petite sœur d'amour (Little sister)                             | Mort Shuman Doc Pomus                  | Claude Moine                             |       | 1962 | Le 2 000 000e disque des Chaussettes noires |
| La leçon de twist                                               | Danyel Gérard                          | Lucien Morisse, G. Mengozzy              |       | 1962 | Le 2 000 000e disque des Chaussettes noires |
| Le chemin de la joie                                            | C. Borly                               | D. Hortis                                |       | 1962 | Le 2 000 000e disque des Chaussettes noires |
| Volage (Infidèle) (Runaround Sue)                               | D. Di Mucci, Z. Ferreiri, E. Maresca   | A. Grelbin (adaptation)                  |       | 1962 | Le 2 000 000e disque des Chaussettes noires |
| Non, ne lui dit pas (Mountain High)                             | D. Saint Jean                          | Daniel Gérard, Ralph Bernet (adaptation) |       | 1962 | Le 2 000 000e disque des Chaussettes noires |
| Les enchainés (Unchained Melody)                                | A. North                               | Pierre Delanoé                           |       | 1962 | Le 2 000 000e disque des Chaussettes noires |
| Le temps est lent (Right Now)                                   | S. Bradfor, A. Lewis                   | Claude Moine (adaptation)                |       | 1962 | Le 2 000 000e disque des Chaussettes noires |
| Shake, Rattle and Roll (Shake, Rattle and Roll)                 | C. Calhoun                             | J Le Drain, G. Bertret (adaptation)      |       | 1962 | Le 2 000 000e disque des Chaussettes noires |
| Parce que tu sais                                               | Georges Garvarentz                     | Clément Nicolas                          |       | 1962 | BOF Comment réussir en amour |
| Golf Drouot (instrumental)                                      | Georges Garvarentz                     |                                          |       | 1962 | BOF Comment réussir en amour |
| Boing bong                                                      | Georges Garvarentz                     | M. Falconnier, M. Tainor                 |       | 1962 | BOF Comment réussir en amour |
| Parce que tu sais (instrumental)                                | Georges Garvarentz                     |                                          |       | 1962 | BOF Comment réussir en amour |
| Ça ne peut plus durer comme ça                                  | Georges Garvarentz                     | Clément Nicolas                          |       | 1962 | BOF Comment réussir en amour |
| Oublie moi                                                      | Georges Garvarentz                     | M. Roux                                  |       | 1962 | BOF Comment réussir en amour |
| Toi quand tu me quittes                                         | Georges Garvarentz                     | M. Roux                                  |       | 1962 | BOF Comment réussir en amour |
| Eve                                                             | A. Martinez, A. Lespinasse, A. Borgiol | Claude Moine                             |       | 1962 | du film "Venez les copains" |
| Il revient (Say Mama)                                           | J. Meeks, J. Earl                      | Georges Aber (adaptation)                |       | 1963 | Chaussettes Noires Party |
| Ne délaisse pas (Gonna Get Back Home Somehow)                   | Mort Shuman, Doc Pomus                 | Claude Moine (adaptation)                |       | 1963 | Chaussettes Noires Party |
| Jezebel (Jezebel)                                               | Wayne Shanklin                         | Charles Aznavour (adaptation)            |       | 1963 | Chaussettes Noires Party |
| Ceci est mon histoire (A Big Fat Saturday Night)                | D. Conway, J. Berry                    | Claude Moine (adaptation)                |       | 1963 | Chaussettes Noires Party |
| Big Ben rock (instrumental)                                     | D. Kaufmann                            |                                          |       | 1963 | Chaussettes Noires Party |
| Boom Rang                                                       | W. Benaïm                              |                                          |       | 1963 | Chaussettes Noires Party |
| Be bop a lula 63 (Be-Bop-A-Lula)                                | Gene Vincent, S.T. Davis               | Claude Moine, Gisèle Vesta (adaptation)  |       | 1963 | Chaussettes Noires Party titre enregistré par Eddy Mitchell avec l'Opéra House Orchestra et publié également sur son 2e super 45 tours solo (voir Voici Eddy... c'était le soldat Mitchell) |
| Oui je t'aime                                                   | Claude Carrère                         | André Salvet                             |       | 1963 | Chaussettes Noires Party titre enregistré par Eddy Mitchell avec l'Opéra House Orchestra et publié également sur son 2e super 45 tours solo                                                 |
| Je ne pense qu'à l'amour (Lovesick Blues (en))                  | Irving Mills, Cliff Friend (en)        | Fernand Bonifay (adaptation)             |       | 1963 | Chaussettes Noires Party titre enregistré par Eddy Mitchell avec l'Opéra House Orchestra et publié également sur son 2e super 45 tours solo                                                 |
| Ce diable noir (That Old Black Magic)                           | H. Arlen, J. Mercer                    | Charles Aznavour (adaptation)            |       | 1963 | Chaussettes Noires Party titre enregistré par Eddy Mitchell avec l'Opéra House Orchestra et publié également sur son 2e super 45 tours solo                                                 |
| Oui chef bien chef                                              | A. Martinez, B. Keeslair               |                                          |       | 1963 | Chaussettes Noires Party |
| Pow wow (instrumental)                                          | R. Buzzo, A. de Felice                 |                                          |       | 1963 | Chaussettes Noires Party |
| Blue Suede Shoes                                                | Carl Perkins                           | Carl Perkins                             |       | 1963 | CD Les 5 Rocks |
| Crois-moi mon cœur                                              | Georges Garvarentz                     | Charles Aznavour                         |       | 1963 | BOF Cherchez l'idole (dernière participation d'Eddy Mitchell) |
| Ni ton fil, ni ton aiguille (Silver Threads and Golden Needles) | D. Reynolds - J. Rhodes)               | Jacques Plante (adaptation)              |       | 1964 | Super 45 tours |
| Juste ça (Just In Case)                                         | B. Bryant                              | Manou Roblin (adaptation)                |       | 1964 | Super 45 tours |
| Je te veux toute à moi (I Wanna Be Your Man)                    | John Lennon Paul Mc Cartney            | Pierre Barouh                            |       | 1964 | Super 45 tours |
| Autant de choses                                                | W. David                               | H. Jeffries                              |       | 1964 | Super 45 tours |
| Misirlou                                                        | F. Wise - M. Leeds                     | S.K. Russel - M. Roubanis                |       | 1964 | Super 45 tours |
| La nuit est belle                                               | Scott - Blackwell                      | Ralph Bernet                             |       | 1964 | Super 45 tours |
| Je voudrais bien dormir                                         | H. Glover                              | Georges Aber                             |       | 1964 | Super 45 tours |
| Oh dis Eddie                                                    | André Popp                             | Jean-Claude Massoulier                   |       | 1964 | Super 45 tours |
| Bill Black (Little Jasper)                                      | Bill Black                             |                                          |       | 1964 | Inédit paru sur le Long Box Intégrale des Chaussettes Noires 1961-1964 |